# گسترش تشیع
گسترش تشیع به گرایش یافتن اهل سنت به مذهب شیعه در کشورهای مختلف خصوصا کشورهای اسلامی که اکثریت با اهل سنت است می‌پردازد. در کشورهای عربی از لفظ «استبصار» (درخواست روشن بینی) نیز برای توصیف آن استفاده می‌گردد. بد بینی به گسترش تشیع و فعالیت‌های شیعیان در حالی است که دولت‌هایی همچون عربستان، امارات و قطر فعالیت‌های فراوانی در کشورهای مختلف انجام می‌دهدند. گسترش تشیع از سوی رسانه‌های غربی و عربی به دقت و گاهی با بدبینی رصد می‌شود. در مقابل برخی رهبران اهل سنت اعتقادی به تقابل با تشیع نداشته و آنان را نیز همچون فرق چهار گانه اهل سنت مسلمان می‌دانند که تنها دارای اختلاف فقهی هستند. 